# سام هوف
سام هوف (بالإنجليزية: Sam Huff) هو لاعب كرة قدم أمريكية أمريكي، ولد في 4 أكتوبر 1934 في فارمنغتون في الولايات المتحدة.

## وصلات خارجية
- سام هوف على موقع مرجع كرة القدم المحترفة.كوم (الإنجليزية)
- سام هوف على موقع الموسوعة البريطانية (الإنجليزية)
- سام هوف على موقع إن إن دي بي (الإنجليزية)